# 林尚弘
林 尚弘（はやし なおひろ、1984年11月19日 - ）は、日本の実業家。予備校「武田塾」の 元塾長、武田塾フランチャイズの運営母体である株式会社A.verの元代表取締役社長、YouTubeチャンネル『令和の虎』2代目主宰。

## 概要

### 生い立ち
1984年、鹿児島県生まれ。小学生の頃からフリーマーケットで安い中古本を仕入れては、高く買い取ってくれる店へ売るせどりでお金を稼いでいた。
中学に入ると、せどりで貯めていた20万円で銀行の株式を購入する。

### 大学浪人における経験
千葉県立船橋高等学校に進学後、東京大学を目指して高校1年から週3回大手の予備校「東進」へ通い勉強をしたが、現役時は大学受験に失敗。浪人時の受験3か月前に、友人から「予備校で授業を受けるより、1冊の参考書を完璧にした方が良いのでは」とアドバイスを受ける。この方式を取り入れた後に学習院大学法学部政治学科に合格する。
林は自身の体験から、「1冊の参考書を完璧に身に付けること」こそ学力向上（志望大学合格）への近道だと確信。通っていた予備校でアルバイトをして貯めた資金を元手に大学1年のときに友人とA.verを設立し、家庭教師の派遣事業を始めた。当初は生徒も講師も集まらなかったが、林が教えた生徒たちは、偏差値を急激に上げていたため、方向性に誤りがないことを確認した。

### 武田塾の開設とフランチャイズ展開
1年間、家庭教師の派遣をしてお金を貯めつつ、大学2年の頃にネット上で「武田」というアカウント名で受験の相談を始めたところ流行して、「武田の受験相談所」というブログが物凄いアクセスが集まったという。
2006年、学習院大学2年時に仲間と共に御茶ノ水に「武田塾」を開設したところ、すぐに14人が集まったという。そこでE判定だった受験生を早慶や医学部に合格させたことで、武田塾の勉強法が脚光を浴びるようになる。翌年には50人、その翌年には100人と急速に拡大していき、大学4年の頃には年商5000万円、林の年収は1000万円になり、その頃には温泉・プール・ジム付のマンションに住んでいたという。
「武田塾」は「授業をしない塾」をコンセプトに塾業界の常識を打ち破っていたが、20歳～28歳までの間で年商1億円、2校舎に留まっていた。しかし、千葉県で50軒くらい塾をやっている経営者から「武田塾のフランチャイズをさせてくれ」と頼まれ、2013年にフランチャイズ化すると、3年で100校舎以上、2022年までの8年間で400校舎・年商100億円にまで急成長した。※年商100億円は武田塾の年商であり、林自身が経営をしている株式会社 A.verの年商は2,187,400千円(2022年12月)
2016年に幻冬舎が50万円（税別）の電子書籍をシリーズ刊行したが、その第一弾が林の『武田塾FC成功への軌跡』（竹村義宏共著）となり話題となった。

### 不祥事～新会社設立
2018年から2022年にかけて、YouTubeチャンネル『令和の虎』にレギュラー出演していた。
2022年2月 、『令和の虎』で共演する社長らと賭けポーカーを行っていた事がTwitter上で告発される。
これを受け、自身のTwitterで違法賭博について認め謝罪し、株式会社A.ver代表および「武田塾」塾長職の辞任を表明した。
また、令和の虎 主宰の岩井良明は今後の動画への出演拒否を発表した。同年6月1日、賭博容疑で検察庁に書類送検された。
その後、同じく起訴されたトモハッピーや桑田らも同様に「不起訴」となり、2022年7月20日より収録に復帰しているほか、フランチャイズ展開の支援を行う会社として株式会社FCチャンネルを設立し、同社代表取締役社長を務めている。

## 人物

### 立花孝志との関係
政治家の立花孝志が2024年の兵庫知事選挙に立候補した際に、林は供託金300万円を支援した。同年11月3日、林は立花孝志の応援演説をした。

## 著書
- 予備校に行っている人は読まないでください（ミヤオビパブリッシング、2009年。ISBN 978-4-86366-034-2）
  - 新装改訂版（2013年。ISBN 978-4-86366-911-6）
- 武田塾の早慶にすべらない話（エール出版、2009年。ISBN 978-4-7539-2891-0）
- 武田塾のセンター試験にすべらない話（エール出版、2009年。ISBN 978-4-7539-2892-7）
- 実録!偏差値36.9が早慶合格を勝ち取った!（無双社、2010年。ISBN 978-4-86408-406-2）
- 超逆転"非常識"勉強法『まず〇〇を捨てなさい』（エール出版、2010年。ISBN 978-4-7539-2933-7）
- 参考書だけで合格する法（経済界、2010年。ISBN 978-4-7667-8466-4）
- 武田塾の医学部にすべらない話（エール出版、2010年。ISBN 978-4-7539-2941-2）
- 大学受験は勉強法が9割（中森泰樹 共著、JPS出版局、2013年。ISBN 978-4-88469-788-4）
- 偏差値を二倍にする大逆転勉強法（JPS出版局、2014年。ISBN 978-4-88469-804-1）
- 参考書が最強!（幻冬舎、2015年。ISBN 978-4-344-02745-9）
- 残り3ケ月からでも難関大学の逆転合格を可能にする驚異のショートカット勉強法（KADOKAWA、2015年。ISBN 978-4-04-621338-9）
- 医学部受験の真実（幻冬舎、2016年。ISBN 978-4-344-02885-2）
- 受験合格は暗記が10割 （幻冬舎、2016年。ISBN 978-4344030220）
- 医学部受験の参考書完全ガイド&私大医学部・獣医学部の攻略法（幻冬舎、2017年。ISBN 978-4-344-03202-6）
- E判定からの逆転合格にはわけがある! （幻冬舎、2019年。ISBN 978-4-344-03445-7）
- 受験合格は参考書が9割。 武田塾合格体験記 MARCH・関関同立編（幻冬舎、2020年。ISBN 978-4-344-03586-7）
- 受験合格は参考書が9割。 武田塾合格体験記 上位国立・早慶編（幻冬舎、2020年。ISBN 978-4-344-03585-0）
- 受験合格は参考書が9割。 武田塾合格体験記 医学部・獣医学部編（幻冬舎、2020年。ISBN 978-4-344-03584-3）
- 稼ぎたいならキャバクラへ行け（幻冬舎、2024年、ISBN 978-4344043329）

## 出演
- 『令和の虎』（YouTubeチャンネル、2018年 - 2023年 ）
- 『フランチャイズチャンネル』（YouTubeチャンネル)